# Шутов Степан Федорович
Степан Федорович Шутов (біл. Сцяпан Фёдаравіч Шутаў; 17 (30) січня 1902, Глуша — 17 квітня 1963, Київ) — радянський офіцер, двічі Герой Радянського Союзу, в роки німецько-радянської війни командир 20-ї гвардійської танкової бригади 5-го гвардійського танкового корпусу 38-ї армії 1-го Українського фронту, командир 20-ї гвардійської танкової бригади 5-го гвардійського танкового корпусу 6-ї танкової армії 2-го Українського фронту, гвардії полковник.

## Біографія
Народився 17 (30 січня) 1902 року в селищі Глуші (тепер Бобруйського району Могильовської області Білорусі) у селянській родині. Білорус.
У Червоній Армії з 1918 року. У роки Громадянської війни воював на Західному фронті проти польської армії. Демобілізувався в 1921 році. Член ВКП(б) з 1924 року.
З 1924 року вдруге в лавах Червоної Армії. У 1927 році закінчив Об'єднану військову школу імені ВЦВК, в 1930 році — Військово-політичні курси, в 1932 році — Ленінградські бронетанкові курси удосконалення, в 1937 році — академічні курси вдосконалення при Військовій академії механізації і моторизації і в 1943 році — академічні курси удосконалення командного складу. До війни командував танковою ротою, батальйоном.
З перших днів німецько-радянської війни С. Ф. Шутов — на Західному фронті. Він захищав підступи до Москви восени 1941 року, потім воював на Волховському, Воронезькому, 1-му Українському і 2-му Українському фронтах. Командував танковим батальйоном, танковою бригадою, потім був заступником командира 9-го гвардійського танкового корпусу.
Указом Президії Верховної Ради СРСР від 10 січня 1944 року за вміле управління частинами бригади при форсуванні Дніпра і в боях на плацдармі на північ від Києва і проявлені при цьому мужність і героїзм гвардії полковнику Степану Федоровичу Шутову присвоєно звання Героя Радянського Союзу з врученням ордена Леніна і медалі «Золота Зірка» (№ 2158).
Указом Президії Верховної Ради СРСР від 13 вересня 1944 року за вміле командування бригадою в ході Яссько-Кишинівської операції та проявлені при цьому мужність і героїзм гвардії полковнику Степану Федоровичу Шутову вдруге присвоєно звання Героя Радянського Союзу з врученням ордена Леніна і медалі «Золота Зірка».
З вересня 1945 року, після важкого поранення і ампутації руки, С. Ф. Шутов перебував у відставці. Працював заступником міністра соціального забезпечення Білоруської РСР. Депутат Верховної Ради СРСР 2-го скликання, Верховної Ради БРСР 3-го скликання.

Могила Степана Шутова

Жив у Києві. Помер 17 квітня 1963 року. Похований на Байковому кладовищі в Києві.

## Нагороди, пам'ять
Нагороджений двома орденами Леніна, двома орденами Червоного Прапора, Хрестом «За видатні заслуги» (США), медалями.
Бронзовий бюст С. Ф. Шутова встановлений в селищі Глуші Бобруйського району Могильовської області Білорусі.
Його ім'ям у 1963 році названа вулиця в Києві, на будинку № 1 якої в 1965 році встановлена анотаційна дошка. 14 квітня 1971 року його ім'ям названо також вулицю в Москві.